# Lao Air Lines
Lao Air Lines (offiziell Lao Air Lines - Societe Anonyme de Transports Aeriens) war eine laotische Fluggesellschaft mit Sitz in Vientiane und Basis auf dem Flughafen Vientiane. Das Unternehmen stellte seinen Flugbetrieb im Jahr 1975 infolge der staatlichen Machtübernahme durch die kommunistische Widerstandsbewegung Pathet Lao ein.

## Geschichte
Lao Air Lines wurde im September 1967 gegründet und nahm ihren Flugbetrieb im November 1967 mit Maschinen des Typs Douglas DC-3 auf. Im Gegensatz zur hauptsächlich international tätigen Royal Air Lao führte sie anfangs nur Inlandsflüge im Königreich Laos durch, unter anderem von Vientiane nach Attapeu, Houei Sai, Luang Prabang und Pakse. Die Verbindungen in die südlichen Provinzen Attapeu und Salavan wurden wegen der zunehmend unsicheren Lage in diesen von der Pathet Lao kontrollierten Regionen nach kurzer Dauer wieder eingestellt.
Im September 1969 erwarb die Gesellschaft ein gebrauchtes Turboprop-Flugzeug des Typs Vickers Viscount 806 von British European Airways für ihre neu eröffneten internationalen Linienrouten von Vientiane nach Saigon (Südvietnam), Phnom Penh (Kambodscha) und Singapur. Zudem beantragte Lao Air Lines Streckenrechte nach Bangkok (Thailand) und Hongkong (britische Kolonie).
Anfang der 1970er Jahre wurde die Gesellschaft von der zu diesem Zeitpunkt bereits verstaatlichten Royal Air Lao aufgekauft. Geplant war eine Fusion der zwei Unternehmen, die aber nicht vollzogen wurde. Lao Air Lines blieb als Tochtergesellschaft der Royal Air Lao bestehen und trat im Dezember 1973 ihre Vickers Viscount sowie die internationalen Linienstrecken an diese ab. Der nationale Linienverkehr wurde mit den drei verbliebenen Douglas DC-3 fortgesetzt, die daneben auch auf internationalen Charterflügen und Frachtflügen zum Einsatz kamen. Die Einstellung des Flugbetriebs erfolgte im Jahr 1975 infolge der Machtübernahme im Staat durch die kommunistische Bewegung Pathet Lao und dem zeitgleichen Ausschluss des Königreichs Laos aus der internationalen Zivilluftfahrtorganisation ICAO.

## Flotte

### Flotte bei Betriebseinstellung
Zum Zeitpunkt der Betriebseinstellung bestand die Flotte aus drei Douglas DC-3.

### Zuvor eingesetzte Flugzeuge
Im Lauf ihrer Geschichte betrieb Lao Air Lines auch folgenden Flugzeugtyp:
- Vickers Viscount

## Zwischenfälle
- Am 30. Juni 1971 musste eine Douglas DC-3 (Luftfahrzeugkennzeichen: XW-TDI) nach einem Zwischenfall in Ban Houei Sai als Totalverlust abgeschrieben werden. Über den Vorfall liegen keine genauen Informationen vor.[7]

- Am 21. Dezember 1971 stürzte eine Douglas DC-3 (XW-TFC) nahe der Ortschaft Ban Boum in der laotischen Provinz Attapeu ab. Bei dem Unfall kamen zwei der drei Insassen ums Leben.[8]

Über einen weiteren Zwischenfall liegen widersprüchliche Angaben vor: Angeblich wurde eine Douglas DC-3 (XW-TDO) infolge eines Unfalls am 23. Juli 1970 als Totalverlust abgeschrieben. Allerdings blieb diese Maschine in den Folgejahren weiter im Bestand der Gesellschaft gelistet, was auf eine Reparatur des Flugzeugs hindeutet.